# Classe Tripartite
I cacciamine della classe Tripartite (chiamati anche CMT Chasseur de Mines Tripartite) sono state una delle unità navali più importanti della loro categoria degli anni '80 in poi. Ordinate in ben 10 esemplari dalla Francia, 15 per l'Olanda e 10 per il Belgio, essi hanno scafi in vetroresina, con qualità moderne.
Una di esse, la francese la Orion, ha particolarmente dimostrato il suo valore operativo durante la lotta antimine al largo del Kuwait a seguito della Guerra del Golfo del 1991,; complessivamente i cacciamine della classe Tripartite (francesi, belgi e olandesi) in quella campagna hanno distrutto 530 mine sulle 1.240 complessivamente distrutte.; 280 mine sono state distrutte dalle unità belghe.

## Navi
Marine nationale
Classe Eridan (modernizzate dal groupe Thales)
- M641 Eridan
- M642 Cassiopée
- M643 Andromède
- M644 Pégase
- M645 Orion
- M646 Croix du Sud
- M647 Aigle
- M648 Lyre
- M649 Persée (disarmata nel 2009)
- M650 Sagittaire (nave avente lo stesso nome e numero dell'ex-Sagittaire venduto al Pakistan)
- M651 Verseau (ex-M920 Iris belga) (disarmate nel 2010)
- M652 Céphée (ex-M919 Fuchsia belga)
- M653 Capricorne (ex-M918 Dianthus belga)

 Composante Maritime de l'armée belge
Classe Aster, chiamate anche classe Flower
- M915 Aster
- M916 Bellis
- M917 Crocus
- M918 Dianthus (venduta alla Francia nel 1993)
- M919 Fuchsia (venduta alla Francia nel 1993)
- M920 Iris (venduta alla Francia nel 1993)
- M921 Lobelia
- M922 Myosotis (venduta alla Bulgaria nel 2008)
- M923 Narcis
- M924 Primula

 Koninklijke Marine
Classe Alkmar
- M850 Alkmaar (venduta alla Lettonia)
- M851 Delfzijl (venduta alla Lettonia)
- M852 Dordrecht (venduta alla Lettonia)
- M853 Haarlem
- M854 Harlingen (venduta alla Lettonia)
- M855 Scheveningen (venduta alla Lettonia)
- M856 Maasluis
- M857 Makkum
- M858 Middelburg
- M859 Hellevoetsluis
- M860 Schiedam
- M861 Urk
- M862 Zierikzee
- M863 Vlaardingen
- M864 Willemstad

 Indonesian Navy
Classe Pulau Rengat
- 711 Pulau Rengat (all'origine prevista per essere la M864 Willemstad olandese)
- 712 Pulau Rupat (all'origine prevista per essere la M863 Vlaardingen olandese)

 Pakistan Navy
Classe Munsif
- M166 Munsif (ex-M650 Sagittaire francese, premier du nom)
- M163 Muhafiz (costruita in Francia, terminata in Pakistan)
- M168 Mahmood (costruita in Pakistan nel 1997)

 Latvijas Jūras spēki
- M-04 Imanta (ex-M854 Harlingen olandese)
- M-05 Viesturs (ex-M855 Scheveningen olandese)
- M-06 Talivaldis (ex-M852 Dordrecht olandese)
- M-07 Visvaldis (ex-M851 Delfzijl olandese)
- M-08 Rusins (ex-M850 Alkmaar olandese)

 Voennomorski sili na Balgariya
- Tsibar (ex-M9222 Myosotis belga)

## Galleria d'immagini

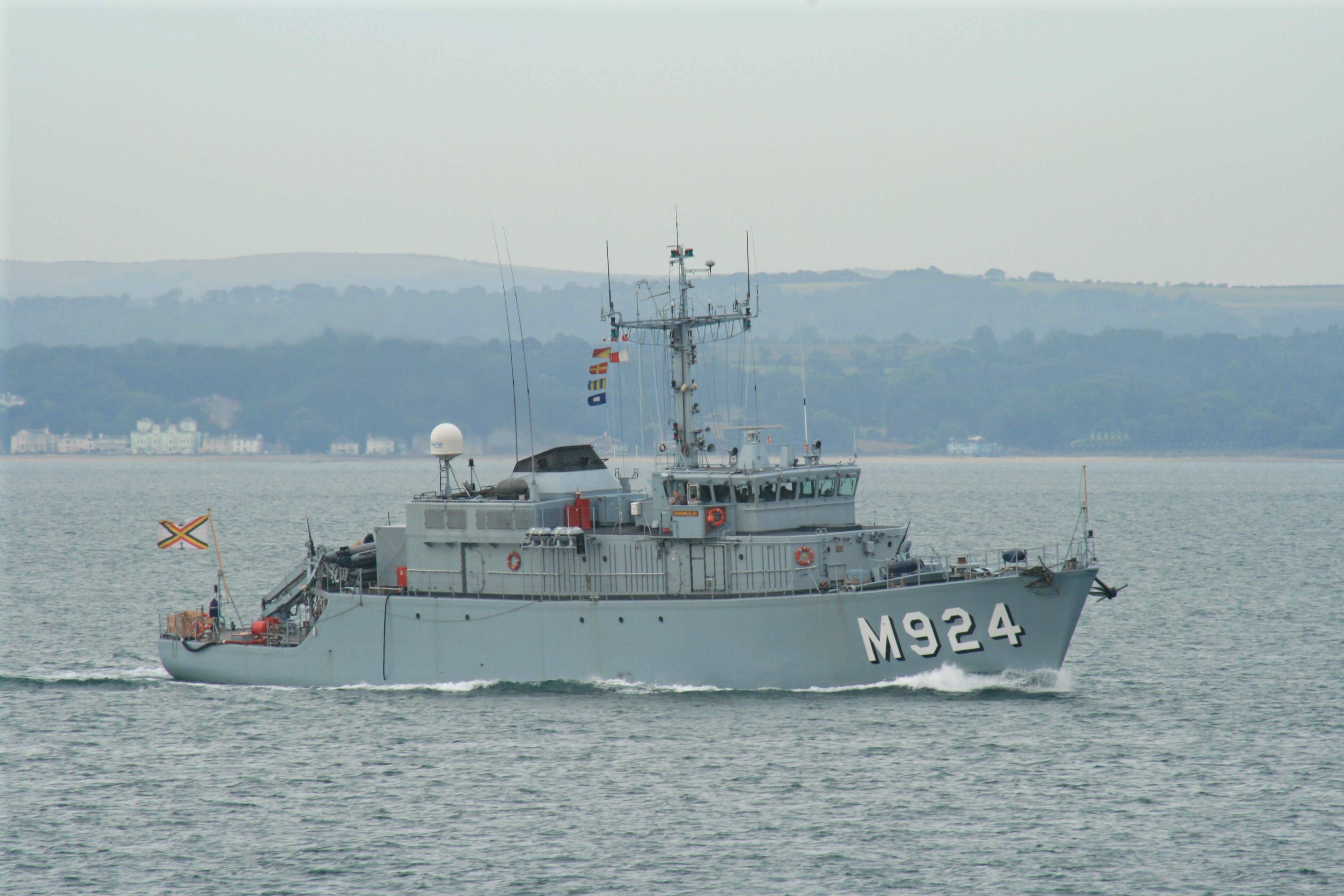
BNS Primula
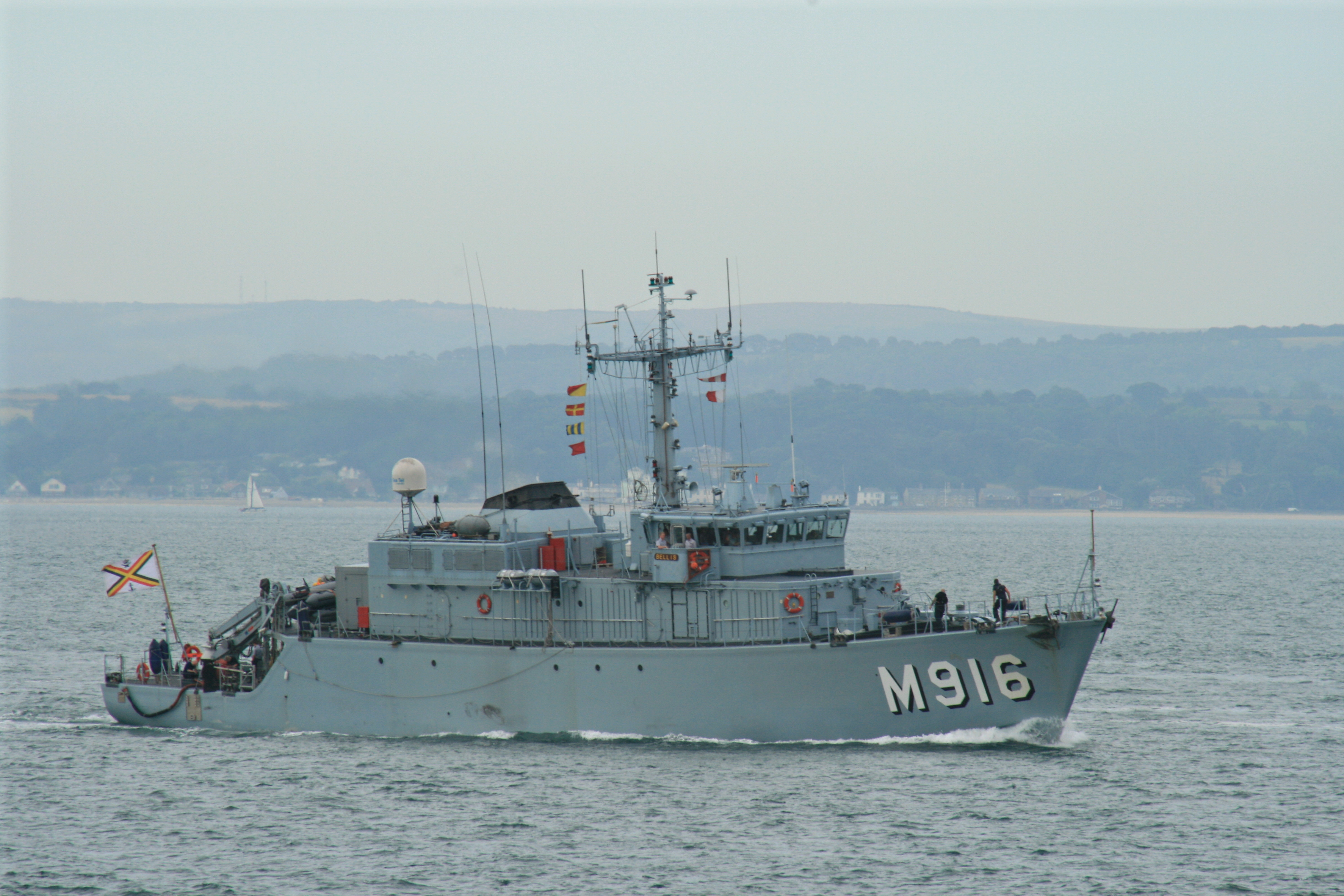
BNS Bellis
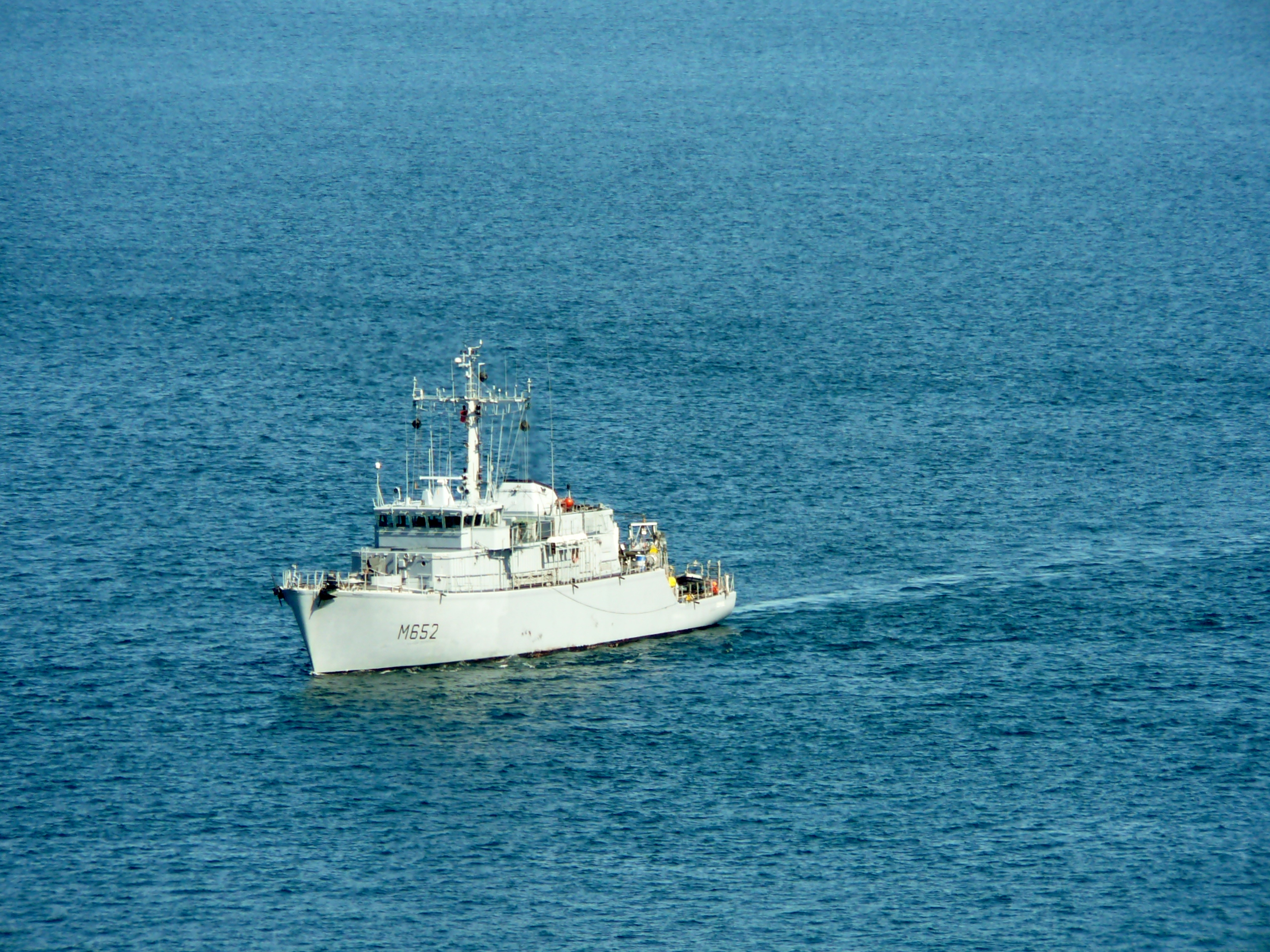
M652 Céphée